# عادل الفاضلي
عادل الفاضلي (مواليد 26 يونيو 1970) هو مخرج أفلام وكاتب سيناريو ومنتج أفلام ومونتير مغربي. نشأ في حضن عائلة فنية شهيرة في المغرب، فهو نجل الفنان المغربي عزيز الفاضلي، وشقيق الفنانة الكوميدية المغربية حنان الفاضلي.

## وصلات خارجية
- عادل الفاضلي على موقع IMDb (الإنجليزية)